# Thinophilus hardyi
Thinophilus hardyi är en tvåvingeart som beskrevs av Patrick Grootaert och Neal L. Evenhuis 1997. Thinophilus hardyi ingår i släktet Thinophilus och familjen styltflugor. Inga underarter finns listade i Catalogue of Life.